# عمر الرزاز
عمر «أحمد منيف» الرزاز (17 مايو 1961 -) سياسي أردني ووزير ورئيس وزراء سابق، شغل منصب رئيس مجلس الوزراء ووزير الدفاع في الأردن منذ 5 يونيو 2018 وحتى 3 أكتوبر 2020، واستمر في المنصب (بغرض تصريف الأعمال) حتى 12 أكتوبر من نفس العام، عندما أُعلن عن التشكيلة الجديدة للحكومة، شغل كذلك منصب وزير التربية والتعليم منذ 14 يناير 2017 وحتى 4 حزيران 2018 في حكومة هاني الملقي الثانية التي استقالت بعد إضرابات 2018. عمل رئيساً لمجلس إدارة البنك الأهلي الأردني، ورئيس مجلس الأمناء في صندوق الملك عبد الله الثاني للتنمية ورئيس لجنة تقييم التخاصية ورئيس منتدى الاستراتيجيات الأردني، ومديراً عاماً للضمان الاجتماعي (2006-2010)، كما كان مدير مكتب البنك الدولي في بيروت (2002-2006)، وقائد الفريق الوطني المسؤول عن إعداد إستراتيجية التوظيف الوطنية (2011-2012). يشغل الرزاز حالياً منصب زميل رفيع المستوى بجامعة هارفاد 

## نشأته وتعليمه
ولد عمر في العاصمة عمّان، تحديدًا في منطقة اللويبدة في العام 1961، ونشأ في أحضان عائلة من أصل سوري فوالده هو الطبيب أحمد منيف الرزاز -إسمه مركب «أحمد منيف» - السياسي العربي الذي إنضم إلى حزب البعث العربي الاشتراكي عام 1950، وأصبح في سنة 1965 الأمين العام للحزب، ووالدته هي الأديبة لمعة بسيسو، وشقيقه هو الكاتب الروائي مؤنس الرزاز، وله شقيقة واحدة هي زينة الرزاز.
حاصل على شهادة الدكتوراه في التخطيط الحضري من جامعة هارفارد، وكذلك شهادة ما بعد الدكتوراه في القانون من نفس الجامعة.

## رئاسة الوزراء
في 5 يونيو 2018 كلّف الملك عبد الله الثاني بن الحسين عمر الرزاز بتشكيل الحكومة الأردنية الجديدة والتي جاءت بعد استقالة حكومة هاني الملقي الثانية؛ نتيجة للإحتجاجات والإضطرابات التي شهدتها البلاد بسبب محاولة لتمرير قانون الضريبة. وقد ذكر الملك في كتاب التكليف: «إن التحدي الرئيس الذي يقف في وجه تحقيق أحلام وطموحات الشباب الأردني هو تباطؤ النمو الاقتصادي، وما نجم عنه من تراجع في فرص العمل خاصة لدى الشباب. وعليه، فإن أولوية حكومتكم يجب أن تكون إطلاق طاقات الاقتصاد الأردني وتحفيزه ليستعيد إمكانيته على النمو والمنافسة وتوفير فرص العمل .....وعليه، فإن على الحكومة أن تقوم بمراجعة شاملة للمنظومة الضريبية والعبء الضريبي بشكل متكامل، ينأى عن الاستمرار بفرض ضرائب استهلاكية غير مباشرة وغير عادلة لا تحقق العدالة والتوازن بين دخل الفقير والغني، ويرسم شكل العلاقة بين المواطن ودولته في عقد اجتماعي واضح المعالم من حيث الحقوق والواجبات».
فشكل الرزاز الحكومة رقم 101 منذ إعلان استقلال إمارة شرق الأردن عام 1921 والثامنة عشر في عهد الملك عبدالله الثاني. وقد أدت الحكومة اليمين الدستورية في 14 حزيران / يونيو 2018 بعدد 28 وزير منهم 15 وزير من الحكومة السابقة، خلال الفترة اللاحقة أجرى رئيس الوزراء «عمر الرزاز» أربعة تعديلات على التشكيلة الوزارية كان آخرها في 7 نوفمبر 2019.
في يوم السبت 3 أكتوبر/تشرين أول 2020 تقدمت الحكومة باستقالتها إثر حل مجلس النواب الأردني تمهيدا لإجراء انتخابات المجلس النيابي التاسع عشر. وقبل الملك الاستقالة، لكن كلف «عمر الرزاز» وحكومته بالاستمرار في تصريف الأعمال لحين اختيار رئيس للوزراء وتشكيل الحكومة الجديدة، وقد كلف بشر الخصاونة في 7 اكتوبر بتشكيل الحكومة الجديدة، وأُعلن عن التشكيلة الجديدة في 12 أكتوبر 2020. لتنتهي بذلك أعمال حكومة الرزاز.

## المناصب التي شغلها
- رئيس مجلس أمناء صندوق الملك عبد الله الثاني للتنمية.
- رئيس مجلس أمناء منتدى الاستراتيجيات الاردني.
- رئيس لجنة تقييم التخاصية في الأردن.
- رئيس الفريق الفني الأردني لإعداد الاستراتيجية الوطنية للتشغيل.
- مدير عام سابق المؤسسة العامة للضمان الاجتماعي في الأردن.
- مدير عام سابق للبنك الدولي في واشنطن وبيروت.
- عضو في مجلس أمناء المركز الوطني لحقوق الانسان.
- عضو المجلس الاقتصادي والاجتماعي.
- وزير التربية والتعليم منذ 14 يناير 2017 ولغاية 4 حزيران 2018.